# Tue Lunding
Tue Skovdahl Lunding (født 24. september 1992) er en dansk skuespiller, der blandt andet har medvirket i tv-serien Dansegarderoben (2023) og spillefilmene Sult (2025) og Smukkere (2025).

## Levnedsløb
Lunding er uddannet ved Den Danske Scenekunstskole i årene 2017-2020.

## Roller

### TV
- Dansegarderoben (2023, fem afsnit) - Arne

### Film
- Sult (2025) - Jeppe
- In the Lost Lands (2025) - The Hammer
- Smukkere (2025) - Johan

### Teater
Lunding har haft roller i forskellige teaterstykker på Bornholms Teater, Det Lille Teater, Nørrebro Teater og Betty Nansen i perioden 2019-2024.